# Critics’ Choice Movie Awards 2022
Die 27. Verleihung der US-amerikanischen Critics’ Choice Movie Awards (englisch 27th Critics’ Choice Awards), die jährlich von der Critics Choice Association (CCA) vergeben werden, fand am 13. März 2022 im Century Plaza Hotel in Los Angeles und Savoy Hotel in London statt. Die Verleihung war ursprünglich für den 9. Januar 2022 geplant, musste aber aufgrund der Corona-Pandemie verschoben werden. Die Verleihung wurde von Taye Diggs und Nicole Byer moderiert und live vom US-Sender The CW ausgestrahlt.
Die Nominierungen wurden am 13. Dezember 2021 bekanntgegeben.

## Gewinner und Nominierte
| Film                 | N  | A |
| -------------------- | -- | - |
| Belfast              | 11 | 3 |
| West Side Story      | 11 | 2 |
| The Power of the Dog | 10 | 4 |
| Dune                 | 10 | 3 |
| Licorice Pizza       | 08 | 1 |
| Nightmare Alley      | 08 | 0 |
| King Richard         | 06 | 1 |
| Don’t Look Up        | 06 | 0 |
| Coda                 | 04 | 1 |
| House of Gucci       | 04 | 0 |
| Being the Ricardos   | 03 | 0 |

### Bester Film
The Power of the Dog
Belfast
Coda
Don’t Look Up
Dune
King Richard
Licorice Pizza
Nightmare Alley
Tick, Tick… Boom!
West Side Story

### Bester Hauptdarsteller
Will Smith – King Richard
Nicolas Cage – Pig
Benedict Cumberbatch – The Power of the Dog
Peter Dinklage – Cyrano
Andrew Garfield – Tick, Tick… Boom!
Denzel Washington – Macbeth (The Tragedy of Macbeth)

### Beste Hauptdarstellerin
Jessica Chastain – The Eyes of Tammy Faye
Olivia Colman – Frau im Dunkeln (The Lost Daughter)
Lady Gaga – House of Gucci
Alana Haim – Licorice Pizza
Nicole Kidman – Being the Ricardos
Kristen Stewart – Spencer

### Bester Nebendarsteller
Troy Kotsur – Coda
Jamie Dornan – Belfast
Ciarán Hinds – Belfast
Jared Leto – House of Gucci
J. K. Simmons – Being the Ricardos
Kodi Smit-McPhee – The Power of the Dog

### Beste Nebendarstellerin
Ariana DeBose – West Side Story
Caitriona Balfe – Belfast
Ann Dowd – Mass
Kirsten Dunst – The Power of the Dog
Aunjanue Ellis – King Richard
Rita Moreno – West Side Story

### Beste Jungdarsteller
Jude Hill – Belfast
Cooper Hoffman – Licorice Pizza
Emilia Jones – Coda
Woody Norman – Come on, Come on (C’mon C’mon)
Saniyya Sidney – King Richard
Rachel Zegler – West Side Story

### Bestes Schauspielensemble
Belfast
Don’t Look Up
The Harder They Fall
Licorice Pizza
The Power of the Dog
West Side Story

### Beste Regie
Jane Campion – The Power of the Dog
Paul Thomas Anderson – Licorice Pizza
Kenneth Branagh – Belfast
Guillermo del Toro – Nightmare Alley
Steven Spielberg – West Side Story
Denis Villeneuve – Dune

### Bestes Originaldrehbuch
Kenneth Branagh – Belfast
Paul Thomas Anderson – Licorice Pizza
Zach Baylin – King Richard
Adam McKay und David Sirota – Don’t Look Up
Aaron Sorkin – Being the Ricardos

### Bestes adaptiertes Drehbuch
Jane Campion – The Power of the Dog
Maggie Gyllenhaal – Frau im Dunkeln (The Lost Daughter)
Siân Heder – Coda
Tony Kushner – West Side Story
Jon Spaihts, Denis Villeneuve und Eric Roth – Dune

### Beste Kamera
Ari Wegner – The Power of the Dog
Bruno Delbonnel – Macbeth (The Tragedy of Macbeth)
Greig Fraser – Dune
Janusz Kamiński – West Side Story
Dan Laustsen – Nightmare Alley
Haris Zambarloukos – Belfast

### Bestes Szenenbild
Patrice Vermette und Zsuzsanna Sipos – Dune
Jim Clay und Claire Nia Richards – Belfast
Tamara Deverell und Shane Vieau – Nightmare Alley
Adam Stockhausen und Rena DeAngelo – The French Dispatch
Adam Stockhausen und Rena DeAngelo – West Side Story

### Bester Schnitt
Sarah Broshar und Michael Kahn – West Side Story
Úna Ní Dhonghaíle – Belfast
Andy Jurgensen – Licorice Pizza
Peter Sciberras – The Power of the Dog
Joe Walker – Dune

### Beste Kostüme
Jenny Beavan – Cruella
Luis Sequeira – Nightmare Alley
Paul Tazewell – West Side Story
Jacqueline West und Robert Morgan – Dune
Janty Yates – House of Gucci

### Bestes Make-up und beste Frisuren
The Eyes of Tammy Faye
Cruella
Dune
House of Gucci
Nightmare Alley

### Beste visuelle Effekte
Dune
Matrix Resurrections (The Matrix Resurrections)
Nightmare Alley
James Bond 007: Keine Zeit zu sterben (No Time to Die)
Shang-Chi and the Legend of the Ten Rings

### Beste Komödie
Licorice Pizza
Barb and Star Go to Vista Del Mar
Don’t Look Up
Free Guy
The French Dispatch

### Bester Animationsfilm
Die Mitchells gegen die Maschinen (The Mitchells vs. the Machines)
Encanto
Flee
Luca
Raya und der letzte Drache (Raya and the Last Dragon)

### Bester fremdsprachiger Film
Drive My Car (ドライブ・マイ・カー / Doraibu mai kā)
A Hero – Die verlorene Ehre des Herrn Soltani (قهرمان / Ghahreman)
Flee
The Hand of God (È stata la mano di Dio)
Der schlimmste Mensch der Welt (Verdens verste menneske)

### Bestes Lied
No Time to Die aus James Bond 007: Keine Zeit zu sterben (No Time to Die)
Be Alive aus King Richard
Dos Oruguitas aus Encanto
Guns Go Bang aus The Harder They Fall
Just Look Up aus Don’t Look Up

### Beste Musik
Hans Zimmer – Dune
Nicholas Britell – Don’t Look Up
Jonny Greenwood – The Power of the Dog
Jonny Greenwood – Spencer
Nathan Johnson – Nightmare Alley